# Kemisk förening
En kemisk förening är ett ämne som består av två eller flera olika grundämnen som är kemiskt bundna till varandra i bestämda massproportioner. Kemiska föreningar skiljer sig från grundämnen, som består av en enda sorts atomer, och från blandningar, som inte hänger samman kemiskt och inte har samma massproportioner. Ett exempel på en kemisk förening är vatten.

## Egenskaper

### Precisering av definitionen
Det finns undantag till den inledande definitionen. En del kristallina ämnen är icke-stökiometriska, vilket betyder att deras sammansättning varierar beroende på små avvikelser i vilka atomer som ingår i kristallstrukturen. En del föreningar som betraktas som kemiskt identiska kan ha varierande andelar av tunga eller lätta isotoper av de ingående grundämnena, vilket gör att massproportionerna kommer att variera något. En förening är därför inte alltid fullständigt homogen, men för de flesta kemiska ändamål kan den betraktas som sådan.
Molekyler måste inte vara kemiska föreningar. En tvåatomig molekyl väte (H2) är homonukleär – dess atomer består av samma grundämne, så den är inte en kemisk förening. Omvänt är inte alla kemiska föreningar uppbyggda av molekyler, salter, som består av positiva och negativa joner, är också kemiska föreningar.

### Kemiska föreningar och blandningar
Kemiska föreningar har annorlunda fysikaliska och kemiska egenskaper jämfört med de ingående grundämnena. Detta är en av huvudskillnaderna mellan kemiska föreningar och blandningar mellan olika grundämnen eller föreningar: en blandnings egenskaper liknar vanligtvis, eller är besläktade med, egenskaperna hos de ingående ämnena. Ett annat kriterium är att ingredienserna i en blandning vanligtvis kan separeras på mekanisk väg, till exempel genom filtrering; grundämnena som ingår i en förening är däremot ofta väldigt svåra att separera från varandra. Dessutom sker en kemisk reaktion när en kemisk förening bildas ur de ingående grundämnena. Blandningar kan framställas med enbart mekaniska metoder.
Ett exempel på en grupp av blandningar som ofta tas för att vara föreningar är legeringar. De framställs mekaniskt, oftast genom att hetta upp alla legeringsämnen och sedan kyla dem snabbt så att legeringsämnena "fångas" i en metall.
Trots allt finns det många gränsfall mellan föreningar och blandningar, till exempel lösningar av alkalimetaller i flytande ammoniak och intermetalliska föreningar.

## Olika kemiska föreningar
En molekyl är en kemisk förening om den består av flera olika grundämnen. Vatten (H2O) är en kemisk förening eftersom den innehåller både väteatomer och syreatomer men syrgas (O2) är ingen kemisk förening eftersom den bara innehåller syreatomer. Jonförening är också kemiska föreningar som sitter ihop med jonbindningar. Legeringar är däremot inte kemiska föreningar utan bara blandningar av olika metaller.
En organisk förening är en kemisk förening som åtminstone innehåller grundämnena kol och väte, den kan också innehålla andra grundämnen som syre, kväve, svavel och fosfor. Om föreningen inte är organisk kallas den för oorganisk. 

## Formel
Kemister beskriver kemiska föreningar med hjälp av olika sorters formler. För molekyler beskriver formeln antalet atomer av varje grundämne i en enstaka molekyl. För polymerer, mineral och salter används empiriska formler, som anger proportionerna mellan de ingående grundämnena med minsta möjliga heltal, till exempel NaCl för koksalt.

## Aggregationstillstånd och värmeegenskaper
Kemiska föreningar kan förekomma i olika aggregationstillstånd. Alla föreningar kan ha fast form vid tillräckligt låga temperaturer. Molekylföreningar kan också vara vätskor, gaser och i några fall till och med plasma. Alla föreningar sönderdelas till mindre föreningar eller enstaka atomer om de utsätts för tillräckligt mycket värme. Den temperatur där detta sker kallas föreningens sönderdelningstemperatur. Sönderdelningstemperaturer är inte tydligt definierade och beror på upphettningshastigheten.